# Columba argentina
Columba argentina là một loài chim trong họ Columbidae.